# اینیاتسیو لئونه
اینیاتسیو لئونه (ایتالیایی: Ignazio Leone؛ ‏ ۱۹ آوریل ۱۹۲۳ – ۳۰ دسامبر ۱۹۷۶) یک بازیگر اهل ایتالیا بود.
از فیلم‌هایی که وی در آن نقش داشته‌است، می‌توان به بگذار خودمان را مسلح کنیم و شما به جبهه بروید!، شب‌های گناه‌آلود پیترو آرتینو، در آخرین لحظه، همه می‌توانند پولدار شوند به‌جز فقرا، سرانجام… هزار و یک شب، بوکاچو، زن کولی، سرتاسر طنز، زنی تنها، نخستین شیره زفاف و دل‌های شکسته اشاره کرد.